# Albert Palma
Pour les articles homonymes, voir Palma (homonymie).
Albert Palma, né le 29 avril 1947 à Bône, est un peintre, dessinateur, maître d'arts martiaux et écrivain français.

## Biographie
Albert Palma est né en 1947 à Bône, en Algérie, de parents d'origine italienne qui ont fui le fascisme. Il quitte l'Algérie en 1962.
Il passe une partie de son adolescence dans le sud de la France, à Grasse. Après un service militaire dans la Marine, il part pour le Cercle polaire en 1968. Il étudie la littérature et l'histoire de l'art à l’Université d'Umeå, en Suède, après avoir été bûcheron à Sigtuna.
De retour en France, il vit la vie de l'underground parisien et commence une carrière de comédien. En 1975, sur le tournage de L’Affiche rouge de Frank Cassenti à la Cartoucherie de Vincennes, où il joue l'un des membres du groupe Manouchian, il se fait cracheur de feu pour une scène, et est victime d'un retour de flamme. Il a les poumons gravement brûlés et les traitements lui détruisent le nerf auditif. Il perd l'usage de l'oreille gauche et progressivement celui de l'oreille droite. Il est reconnu « invalide à 80 % ». La perte du son et de la musique seront toute sa vie vécus comme un drame.

### Arts martiaux
Départ pour le Japon en 1981. Période de grande conversion et de régénération. À Tokyo, il est initié aux arts martiaux par Aoki Hiroyuki, maître de karaté et fondateur du shintaido, et Okada Mitsuru. Il pratique alors le karatédô, le bojutsu (bâton long) et le kenjutsu (sabre).
Début de sa recherche autour de l'anthropologie du geste, de l'unité corps-esprit et de la voie des arts. Exploration du « ma », la relation espace-temps propre à l'Extrême-Orient ; du pneumatisme ; du concept shintoïste de goshin tai, qui désigne un réceptacle d'énergie ; du concept de shi tao, le « poignet vide », des peintres et calligraphes orientaux.
Initiatié à la calligraphie, il voyage en Asie : Birmanie, Indonésie, Bali, Thaïlande, Népal, Inde et fréquente les milieux artistiques et intellectuels japonais.
À la suite de sa rencontre avec Takemoto Tadao, grand traducteur d’André Malraux, il occupe un poste de professeur de culture comparée et de littérature française à l’Université de Tsukuba.
En novembre 1984, il participe, avec Takemoto Tadao et Michel Cazenave, à l'organisation du colloque international de Tsukuba, Les voies de la connaissance.
1985, il publie Camus et l’absurde. Essai sur la trilogie (Presses Universitaires de Tsukuba). Cette année-là naît sa fille Maya Palma.
En 1988, il obtient le diplôme d'instructeur de shintaïdô, Sei Shi do in, « Celui qui montre la voie ». Il rentre en France en 1990, fonde la Société des Gens de Gestes et développe son propre enseignement de la Voie des arts. Dans son cercle de travail figurent alors : Patrice Van Eersel, Thomas Johnson, Arthur H.
Il donne des conférences et publie trois ouvrages : La Voie du shintaïdo (Albin Michel, 1992), L'Esprit du geste, un ouvrage collectif (Albin Michel, 1999), Geïdô, la voie des arts. Du samouraï à l'artiste martial (Albin Michel, 2001).

### Arts plastiques
En 2001, sa lecture d'Henry Bauchau puis sa rencontre avec le célèbre écrivain et poète marque une étape décisive et le début de sa carrière d'artiste.
À partir de cette date, Albert Palma se consacre essentiellement au dessin. Il calligraphie et illustre deux recueils d'Henry Bauchau : Petite suite au 11 septembre (Le Grand Miroir, 2003) et La Pierre sans chagrin (Société des Gens de Gestes/Mixtec productions, 2006). Puis Albert Palma publie, en 2007, Le Peuple de la Main, Henry Bauchau sur ma route (Journal 2001-2006), préface d’Henry Bauchau (Jean-Paul Bayol, 2007) dans lequel figure l’abondante correspondance entre les deux hommes.
Rencontre la même année avec le poète belge Werner Lambersy, dont il calligraphie et illustre le poème Je suis la paix (Atelier Del Arco et Société des gens de gestes/Mixtec productions, 2007)
En 2008, il réalise ses premières estampes à l'atelier de gravure Rémy Bucciali à Colmar.
En 2010, il rencontre Pascal Quignard, dont il est un fervent lecteur, à l'atelier de gravure la Zone opaque à Pantin. Collaboration avec l'écrivain à la revue Les Cahiers du trait, puis participation à l'exposition collective Le Trait, Graveurs d’aujourd’hui, à la Cité internationale des arts, à Paris.
La lecture de Pascal Quignard lui inspire de nombreux tableaux, notamment des séries (Les flammes noires, Ombres errantes, Ciels d'Apronenia Avitia). En septembre de la même année, Pascal Quignard l'invite à participer aux rencontres de Chaminadour autour de son œuvre. Albert Palma expose à cette occasion au musée de la Sénatorerie à Guéret. Lors du vernissage de l'exposition, Pascal Quignard lit pour la première fois sa « légende » d'Albert Palma, La conférence de Guéret sur Palma (publié ensuite dans Les Carnets de Chaminadour no 6, Pascal Quignard, mars 2011). Il débute à Guéret son amitié avec les quignardiens Dominique Rabaté, Chantal Lapeyre-Desmaison, Irène Fénoglio, puis Agnès Cousin de Ravel, qui écriront tous les quatre sur son œuvre. De janvier à mars 2011, il participe à une exposition collective au Musée royal de Mariemont, en Belgique.
Ses amis et élèves Patrice Van Eersel et Philippe Nassif lui rendent hommage dans Du pithécanthrope au Karatéka. Verticalisation et hominisation, Patrice Van Eersel (Grasset, 2010) et La lutte initiale, Philippe Nassif (Denoël, 2011)
Exposition à la Galerie 24b à Paris, avril-mai 2012. Sortie de Geste et Khôra (EBL éditions), dirigé par Frédérique Villemur, qui retrace le parcours de l'artiste depuis 2003, accompagné de textes critiques d'intellectuels ou d'artistes dont Moebius, Pascal Quignard, Frédéric Edelmann, journaliste au Monde, Anna Feissel-Leibovici, psychanalyste, ou Myriam Watthee-Delmotte, universitaire, académicienne, critique littéraire belge et spécialiste de Henry Bauchau.
Albert Palma reçoit le Prix Henry Bauchau en 2013, décerné à l'Académie royale de Belgique. A l'hiver 2013-2014, il participe avec une cinquantaine d'œuvres, à l'exposition Bauchau en échos au musée de Louvain-La-Neuve.
En 2013, il rencontre et établit une correspondance avec le philosophe français Jean-Luc Nancy, à la suite de quoi, Nancy écrira le texte Quand tout arrive de nulle part. Sur l'œuvre d'Albert Palma (Éditions Manucius, novembre 2015.)
Au printemps 2015, il prend part à l'exposition Le fond de l'aube à la Galerie 24b à Paris, dont le commissariat est assuré par Aude Goullioud et la philosophe de l'art Baldine Saint Girons,.
Albert Palma est présent dans les collections publiques du Musée des Beaux-Arts de Cambrai, de la Bibliothèque d’Uzès, du Musée royal de la littérature de Bruxelles, à l’Université Catholique de Louvain-La-Neuve, ainsi que dans plusieurs collections privées en France, Belgique, Suisse, Italie et États-Unis.

## Expositions
- Dessiner l'invisible, Galerie 24b à Paris, du 17 octobre au 15 novembre 2015. Exposition collective.
- Disparitions, Honoré, galerie Rue Visconti à Paris - du 30 septembre au 25 octobre 2015. Exposition Collective.
- Le Fond de l'aube, Galerie 24b à Paris, du 26 mars au 30 avril 2015.
- Bauchau en échos, Musée de Louvain-La-Neuve, du 6 décembre 2013 au 9 mars 2014.
- Galerie 24b, à Paris, avril-mai 2012.
- Art-Paris, Atelier-éditions Rémy Bucciali, février 2011.
- Une Aventure du livre en Occident, Musée royal de Mariemont (Belgique), de janvier à mars 2011. Exposition collective.
- Musée de la Sénatorerie, Guéret, du 24 septembre au 20 novembre 2010.
- Salon international du Livre ancien, de l’Estampe et du Dessin, Grand Palais, Paris, Atelier-éditions Rémy Bucciali, du 16 au 19 avril 2010.
- Grand-Palais, Paris, Atelier-éditions La Zone Opaque, (grand prix de bibliophilie de l’Académie des beaux-arts 2010), 2010.
- Le Trait, Graveurs d’aujourd’hui, Cité internationale des Arts, Paris, du 24 février au 6 mars 2010. Exposition collective.
- Galerie Limitis, Paris, du 27 janvier au 20 mars 2010. Exposition collective.
- Salon International du Livre ancien et de l’Estampe, Grand Palais, Paris, Atelier-éditions Rémy Bucciali, du 19 au 21 juin 2009.
- Art-Élysées, Paris, Atelier-éditions Rémy Bucciali du 22 au 26 octobre 2009.
- Art-Paris, Atelier-éditions Rémy Bucciali, février 2009.
- Pages, Salon de la Bibliophilie contemporaine, Paris-Charenton, du 28 au 30 novembre 2008.
- Artenim, Nîmes – Salon d’art contemporain en Provence, du 25 au 29 septembre 2008.
- Salon International du Livre Ancien et de l’Estampe, Grand Palais, Paris 18, 19 et 20 avril 2008.
- Espace Bonnefoy, Toulouse, du 1er au 25 avril 2008.
- Artenim Grenoble – Salon d’Art contemporain en Rhône-Alpes, du 1er au 4 février 2008.
- Pages, Salon de la Bibliophilie contemporaine, Paris-Charenton, les 7, 8, et 9 décembre 2007.
- Galerie la Hune Brenner, Paris, novembre 2007.
- Centre Wallonie-Bruxelles, Paris, exposition et projection du film La Main et l’Esprit de Thomas Johnson. Du 22 juin au 10 juillet 2006

## Articles, conférences, participations
- Ange Pieraggi - L'étoffe et la peau sous la direction de Claire Tencin, Jacques Flament Éditions, avril 2013[15].
- « Le levraut, le rat et le petit passereau » in Les Carnets de Chaminadour, Pascal Quignard no 6, mars 2011. Texte de la conférence prononcée au musée de La Sénatorerie de Guéret le 5 novembre 2010.
- « -Re », in Les Cahiers du Trait, avec un texte inédit de Pascal Quignard, gravures d’Albert Palma, Shirley Sharoff, Christiane Dubois (Éditions La Zone opaque, 2010).
- « Henry Bauchau et les arts », in Revue Internationale Henry Bauchau no 2, 2009. Extraits de la correspondance entre Henry Bauchau et Albert Palma, présentation de Catherine Mayaux, Université de Cergy-Pontoise.
- Carnet de création, Revue « Nu(e) » no 35, consacrée à Henry Bauchau, mars 2007
- « Butoh », « Max Ernst », in Le siècle rebelle, dictionnaire de la contestation au XXe siècle, Larousse, 1999.
- « La vie brûle », in L’Occident en quête de sens, Catherine David et Jean-Philippe de Tonnac (éd.), préface de Jean Daniel (Maisonneuve & Larose, 1996).
- Dictionnaire des Arts Martiaux de Louis Frédéric, postface d’Albert Palma, Éditions du Félin, 1993.

## À propos d'Albert Palma

### Écrits
- Quand tout arrive de nulle part. Sur l'œuvre d'Albert Palma. Jean-Luc Nancy, Manucius, novembre 2015,  (ISBN 978-2845784512)
- « Le fond de l'aube, Albert Palma », d'Henri Raynal, revue Phoenix, no 18, été 2015.
- Revue internationale Henry Bauchau - no 6 - 2014 - Aux sources de la création poétique. Presses universitaires de Louvain.
- Pascal Quignard, la voie de la danse - Chantal Lapeyre-Desmaison - Presses universitaires du Septentrion, janvier 2013.
- Albert Palma. Geste et Khôra - sous la direction de Frédérique Villemur (Éditions EBL, 2012).
- Albert Palma : la peinture en question[16] - Agnés Cousin de Ravel - Nonfiction.fr - novembre 2012.
- Du pithécanthrope au Karatéka. Verticalisation et hominisation, Patrice Van Eersel, Grasset, 2010.
- La lutte initiale, Philippe Nassif, Denoël, 2011.
- Revue internationale Henry Bauchau no 2, 2009, Henry Bauchau et les arts, Presses universitaires de Louvain.

### Films
- Les chants de l'invisible (documentaire Antenne 2, 1990, par Bernard Martino)
- La main et l’esprit (Play Film, 2006), documentaire de 52 min, réalisé par Thomas Johnson autour de la rencontre entre Albert Palma et Henry Bauchau.